# Grabhügel von Unyatuak
Der Grabhügel von Unyatuak (auch Unyatank oder Unyatauk genannt) ist ein Scheduled monument und liegt westlich des Bonnyhill, in Monquhanny auf der Orkneyinsel Shapinsay in Schottland. Er wurde gestört, hat aber noch einen Durchmesser von 10,0 m und eine Höhe von 0,7 m. 
Aufgrund seiner Lage 200 m westlich des Bonnyhill ist der Rundhügel mit einem Restdurchmesser von etwa 10,0 m und einer Höhe von 0,7 m wahrscheinlich ein Grabhügel. Er besteht größtenteils aus Erde und wurde durch Vieh beschädigt. Das Zentrum wird von den Überresten einer kreisförmigen Steinstruktur mit einem Durchmesser von 3,0 m gebildet. Es ist nicht bekannt, dass irgendwelche Funde im Hügel gemacht wurden.
In der Nähe befinden sich der fast 2,0 m große, am Boden liegende Odin’s Stone und der Broch von Burroughston.
Die Anlage ist als Scheduled Monument denkmalgeschützt.